# 양주 (안후이성)
양주(揚州)는 중국 역사상의 옛 행정 구역이며, 구주 중 한 곳으로 전해 내려오는 지역이다. 후한 13주 중 한 지역이며, 중심지는 역양(歷陽, 현재의 안후이성 차오후 시 허 현) · 수춘(壽春, 현재의 안후이성 루안 시 서우 현) · 합비(合肥, 현재의 안후이성 허페이 시)이다.

## 군국

### 전한
- 여강 (강남): 장강(양쯔강) 이남 소재
- 여강 (강북): 장강 이북 소재
- 구강
- 회계
- 단양 (장)
- 예장
- 육안
- 오 (형·강도)

### 후한
- 여강
- 구강
- 회계
- 단양
- 예장
- 오

### 삼국 시대

#### 조위
- 회남(淮南)
- 여강

#### 동오
여강군(廬江郡) · 기춘군(蘄春郡) · 단양군(丹陽郡) · 신도군(新都郡) · 오군(吳郡) · 비릉전농교위(毗陵典農校尉) · 오흥군(吳興郡) · 회계군(會稽郡) · 동양군(東陽郡) · 임해군(臨海郡) · 건안군(建安郡) · 예장군(豫章郡) · 파양군(鄱陽郡) · 여릉군(廬陵郡) · 여릉남부도위(廬陵南部都尉) · 임천군(臨川郡) · 안성군(安成郡) · 팽택군(彭澤郡) · 동안군(東安郡) · 고장군(古鄣郡) · 파구군(巴丘郡)

### 서진
291년(진 혜제 원강 원년), 양주가 지나치게 넓다는 이유로 예장군, 파양군, 예장군, 파양군, 여릉군, 임천군, 남강군, 건안군, 진안군, 무창군이 강주(江州)로 분리되면서 주의 영역이 장강이남 안후이성, 장쑤성, 저장성일대로 축소되었다.
단양군(丹陽郡) · 선성군(宣城郡) · 회남군(淮南郡) · 여강군(廬江郡) · 비릉군(毗陵郡) · 오군(吳郡) · 오흥군(吳興郡) · 회계군(會稽郡) · 동양군(東陽郡) · 신안군(新安郡) · 임해군(臨海郡) · 건안군(建安郡) · 진안군(晉安郡) · 예장군(豫章郡) · 임천군(臨川郡) · 파양군(鄱陽郡) · 여릉군(廬陵郡) · 남강군(南康郡) · 역양군(歷陽郡) · 의흥군(義興郡)

### 유송
454년(유송 문제 효건 원년)부터 459년(유송 효무제 대명 3년)까지 회계군, 동양군, 신안군, 영가군, 임해군이 동양주로 분리되었다. 459년 동양주가 폐지된 이후 양주를 폐지하고 왕기(王畿)를 두었는데, 남대시어사(南臺侍御史)가 속군의 통치를 맡았다. 464년(유송 효무제 대명 8년) 왕기가 폐지되고 양주와 동양주가 재설치되었다. 465년(유송 전폐제 영광 원년) 동양주가 폐지되면서 본래의 관할지를 되찾았다. 467년(유송 명제 태시 3년) 선성군이 남예주로 분리되었다가 469년(유송 명제 태시 5년) 남예주가 폐지되자 선성군이 양주로 편입되었다.
단양윤(丹陽尹) · 회계군(會稽郡) · 오군(吳郡) · 오흥군(吳興郡) · 회남군(淮南郡) · 선성군(宣城郡) · 동양군(東陽郡) · 임해군(臨海郡) · 영가군(永嘉郡) · 신안군(新安郡)

### 남제
484년(남제 무제 영명 2년) 남예주가 재설치되면서 선성군, 회남군등이 분리되었다.
단양군(丹陽郡) · 회계군(會稽郡) · 오군(吳郡) · 오흥군(吳興郡) · 동양군(東陽郡) · 신안군(新安郡) · 임해군(臨海郡) · 영가군(永嘉郡)

### 양, 진
524년(양 무제 보통 5년) 3월부터 556년(양 경제 태평 원년) 3월까지 동양주가 분리되면서 영역이 줄었다. 562년(진 문제 천가 3년) 6월, 시중(侍中), 중위장군(中衛將軍) 안성왕(安成王) 진진이 양주자사로 임명되었을 때 동양주가 재분리되면서 회계군, 동양군, 임해군, 영가군, 신안군 등이 동양주로 분리되었다.

### 수
589년(수 문제 개황 9년), 장강이북의 군이었던 광릉군에 설치된 오주(吳州)가 양주로 개명되었다. 그리고 회남지방의 안휘성, 장쑤성, 저장성, 장시성, 푸젠성, 광둥성, 베트남지역의 주, 혹은 군을 양주로 통틀어서 취급했다.
강도군(江都郡) · 종리군(鐘離郡) · 회남군(淮南郡) · 익양군(弋陽郡) · 기춘군(蘄春郡) · 여강군(廬江郡) · 동안군(同安郡) · 역양군(曆陽郡) · 단양군(彤陽郡) · 선성군(宣城郡) · 비릉군(毗陵郡) · 오군(吳郡) · 회계군(會稽郡) · 여항군(余杭郡) · 신안군(新安郡) · 동양군(東陽郡) · 영가군(永嘉郡) · 건안군(建安郡) · 수안군(遂安郡) · 파양군(鄱陽郡) · 임천군(臨川郡) · 여릉군(廬陵郡) · 남강군(南康郡) · 예장군(豫章郡) · 의춘군(宜春郡) · 남해군(南海郡) · 용천군(龍川郡) · 의안군(義安郡) · 고량군(高涼郡) · 신안군(信安郡) · 영희군(永熙郡) · 창오군(蒼梧郡) · 시안군(始安郡) · 영평군(永平郡) · 울림군(郁林郡) · 합포군(合浦郡) · 주애군(珠崖郡) · 영월군(甯越郡) · 교지군(交趾郡) · 구진군(九真郡) · 일남군(日南郡)